# 中华人民共和国财政部部长
中华人民共和国财政部部长是中华人民共和国财政部的正职负责人和中华人民共和国国务院的组成人员之一，属于国家公务员，负责领导财政部的工作，召集和主持财政部部务会议，签署上报国务院的重要请示、报告和下达的命令指示。财政部部长由国务院总理提名，全国人民代表大会决定人选，国家主席根据决定任免。
1949年10月1日，中华人民共和国中央人民政府正式成立，中央人民政府财政部亦于同日成立。10月19日，中央人民政府委员会在北京举行第三次会议，任命薄一波为中央人民政府财政部部长，为中华人民共和国成立以来的首任财政部长。1954年9月15日至9月28日，第一届全国人民代表大会第一次会议召开，会议确定中央人民政府政务院改组为中华人民共和国国务院，为中华人民共和国的最高行政机关，中央人民政府财政部亦改组为中华人民共和国财政部，正职负责人仍称部长。1967年7月1日，中共中央、国务院、中央军委开始对财政部实行军事管制，财政部成立军事管制委员会，正职负责人改称军管会主任，由殷承祯担任。1970年6月22日，中共中央批准财政部成立革命委员会，正职负责人改称革委会主任，仍由殷承祯担任。1975年1月17日，第四届全国人民代表大会第一次会议任命张劲夫为财政部部长，财政部结束军事管制，恢复部长负责制至今。
截至2025年3月14日，共有14名政治人物曾担任过中华人民共和国财政部部长，均为男性、汉族、中国共产党党员。任职时间最长的是李先念，任职期限自1954年6月19日至1967年7月1日，共计13年12天。任职时间最短的是蓝佛安，任职期限自2023年10月24日至今，共计1年141天。现任财政部部长是蓝佛安，自2023年10月24日起任职，迄今1年141天。

## 历任部长
下表列出中华人民共和国财政部历任部长的任次、姓名、生卒年份、肖像、籍贯、就任日期、卸任日期、任职时长、任内要职和时任政府首脑等信息。姓名下方仅有生卒年份者表明此人为男性、汉族、中共党员。
| 任次                                                                 | 姓名 （生卒年份）                                      | 肖像                                                   | 籍貫                                                   | 就任日期                                               | 卸任日期                                               | 任内要职 | 时任总理                                               | 资料                                                   |
| 任次                                                                 | 姓名 （生卒年份）                                      | 肖像                                                   | 籍貫                                                   | 任职时长                                               | 任职时长                                               | 任内要职 | 时任总理                                               | 资料                                                   |
| 中央人民政府财政部部长（1949年10月19日—1954年9月28日）               | 中央人民政府财政部部长（1949年10月19日—1954年9月28日） | 中央人民政府财政部部长（1949年10月19日—1954年9月28日） | 中央人民政府财政部部长（1949年10月19日—1954年9月28日） | 中央人民政府财政部部长（1949年10月19日—1954年9月28日） | 中央人民政府财政部部长（1949年10月19日—1954年9月28日） | 中央人民政府财政部部长（1949年10月19日—1954年9月28日）                                                                   | 中央人民政府财政部部长（1949年10月19日—1954年9月28日） | 中央人民政府财政部部长（1949年10月19日—1954年9月28日） |
| -------------------------------------------------------------------- | ------------------------------------------------------ | ------------------------------------------------------ | ------------------------------------------------------ | ------------------------------------------------------ | ------------------------------------------------------ | --- | ------------------------------------------------------ | ------------------------------------------------------ |
| 1                                                                    | 薄一波 （1908—2007）                                   |                                                        | 山西 定襄                                              | 1949年10月19日                                         | 1952年10月13日                                         | 中央人民政府政务委员 政务院财政经济委员会副主任 中共华北中央局第一书记 全国编制委员会主任 中央人民政府节约检查委员会主任 | 周恩来                                                 | [ 12 ]                                                 |
| 1                                                                    | 薄一波 （1908—2007）                                   | 2年360天                                               | 山西 定襄                                              |                                                        |                                                        | 中央人民政府政务委员 政务院财政经济委员会副主任 中共华北中央局第一书记 全国编制委员会主任 中央人民政府节约检查委员会主任 | 周恩来                                                 | [ 12 ]                                                 |
| 代                                                                   | 戎子和 （1906—1999）                                   |                                                        | 山西 平鲁                                              | 1952年10月13日                                         | 1953年9月18日                                          | | 周恩来                                                 | [ 13 ]                                                 |
| 代                                                                   | 戎子和 （1906—1999）                                   | 340天                                                  | 山西 平鲁                                              |                                                        |                                                        | | 周恩来                                                 | [ 13 ]                                                 |
| 2                                                                    | 邓小平 （1904—1997）                                   |                                                        | 四川 广安                                              | 1953年9月18日                                          | 1954年6月19日                                          | 中共中央秘书长 中共中央组织部部长                                                                                        | 周恩来                                                 | [ 14 ]                                                 |
| 2                                                                    | 邓小平 （1904—1997）                                   | 274天                                                  | 四川 广安                                              |                                                        |                                                        | 中共中央秘书长 中共中央组织部部长                                                                                        | 周恩来                                                 | [ 14 ]                                                 |
| 3                                                                    | 李先念 （1909—1992）                                   |                                                        | 湖北 黄安                                              | 1954年6月19日                                          | 1954年9月28日                                          | 中央人民政府政务院副总理                                                                                                 | 周恩来                                                 | [ 15 ]                                                 |
| 3                                                                    | 李先念 （1909—1992）                                   | 101天                                                  | 湖北 黄安                                              |                                                        |                                                        | 中央人民政府政务院副总理                                                                                                 | 周恩来                                                 | [ 15 ]                                                 |
| 中华人民共和国财政部部长（1954年9月28日—1967年7月1日）               |                                                        |                                                        |                                                        |                                                        |                                                        | |                                                        |                                                        |
| 3                                                                    | 李先念 （1909—1992）                                   |                                                        | 湖北 黄安                                              | 1954年9月28日                                          | 1967年7月1日                                           | 中华人民共和国国务院副总理 国务院财贸办公室主任 中央财经小组副组长                                                       | 周恩来                                                 | [ 15 ]                                                 |
| 3                                                                    | 李先念 （1909—1992）                                   | 12年276天                                              | 湖北 黄安                                              |                                                        |                                                        | 中华人民共和国国务院副总理 国务院财贸办公室主任 中央财经小组副组长                                                       | 周恩来                                                 | [ 15 ]                                                 |
| 财政部军事管制委员会（革命委员会）主任（1967年7月1日—1975年1月17日） |                                                        |                                                        |                                                        |                                                        |                                                        | |                                                        |                                                        |
| #                                                                    | 殷承祯 少将 （1915—1990）                              |                                                        | 湖北 崇阳                                              | 1967年7月1日                                           | 1975年1月17日                                          | | 周恩来                                                 | [ 17 ]                                                 |
| #                                                                    | 殷承祯 少将 （1915—1990）                              | 7年200天                                               | 湖北 崇阳                                              |                                                        |                                                        | | 周恩来                                                 | [ 17 ]                                                 |
| 中华人民共和国财政部部长（1975年1月17日至今）                        |                                                        |                                                        |                                                        |                                                        |                                                        | |                                                        |                                                        |
| 4                                                                    | 张劲夫 （1914—2015）                                   |                                                        | 安徽 肥东                                              | 1975年1月17日                                          | 1979年8月17日                                          | 中华人民共和国财政部党组书记 国务院财政经济委员会副秘书长                                                                | 周恩来 ↓ 空缺 ↓ 华国锋                                 | [ 18 ]                                                 |
| 4                                                                    | 张劲夫 （1914—2015）                                   | 4年212天                                               | 安徽 肥东                                              |                                                        |                                                        | 中华人民共和国财政部党组书记 国务院财政经济委员会副秘书长                                                                | 周恩来 ↓ 空缺 ↓ 华国锋                                 | [ 18 ]                                                 |
| 5                                                                    | 吴波 （1906—2005）                                     |                                                        | 安徽 泾县                                              | 1979年8月17日                                          | 1980年8月6日                                           | 中华人民共和国财政部党组书记                                                                                             | 华国锋                                                 | [ 19 ]                                                 |
| 5                                                                    | 吴波 （1906—2005）                                     | 355天                                                  | 安徽 泾县                                              |                                                        |                                                        | 中华人民共和国财政部党组书记                                                                                             | 华国锋                                                 | [ 19 ]                                                 |
| 6                                                                    | 王丙 （1925—）                                         |                                                        | 河北 蠡县                                              | 1980年8月6日                                           | 1992年9月4日                                           | 中华人民共和国财政部党组书记 中华人民共和国国务委员                                                                      | 华国锋 ↓ 赵紫阳 ↓ 李鹏                                 | [ 20 ] [ 21 ]                                          |
| 6                                                                    | 王丙 （1925—）                                         | 12年29天                                               | 河北 蠡县                                              |                                                        |                                                        | 中华人民共和国财政部党组书记 中华人民共和国国务委员                                                                      | 华国锋 ↓ 赵紫阳 ↓ 李鹏                                 | [ 20 ] [ 21 ]                                          |
| 7                                                                    | 刘仲藜 （1934—）                                       |                                                        | 浙江 宁波                                              | 1992年9月4日                                           | 1998年3月18日                                          | 国家税务总局局长 | 李鹏                                                   | [ 20 ] [ 22 ]                                          |
| 7                                                                    | 刘仲藜 （1934—）                                       | 5年195天                                               | 浙江 宁波                                              |                                                        |                                                        | 国家税务总局局长 | 李鹏                                                   | [ 20 ] [ 22 ]                                          |
| 8                                                                    | 项怀诚 （1939—）                                       |                                                        | 江苏 吴江                                              | 1998年3月18日                                          | 2003年3月18日                                          | | 朱镕基                                                 | [ 23 ]                                                 |
| 8                                                                    | 项怀诚 （1939—）                                       | 5年0天                                                 | 江苏 吴江                                              |                                                        |                                                        | | 朱镕基                                                 | [ 23 ]                                                 |
| 9                                                                    | 金人庆 （1944—2021）                                   |                                                        | 江苏 苏州                                              | 2003年3月18日                                          | 2007年8月30日                                          | 中华人民共和国财政部党组书记                                                                                             | 温家宝                                                 | [ 24 ]                                                 |
| 9                                                                    | 金人庆 （1944—2021）                                   | 4年165天                                               | 江苏 苏州                                              |                                                        |                                                        | 中华人民共和国财政部党组书记                                                                                             | 温家宝                                                 | [ 24 ]                                                 |
| 10                                                                   | 谢旭人 （1947—）                                       |                                                        | 浙江 宁波                                              | 2007年8月30日                                          | 2013年3月16日                                          | 中华人民共和国财政部党组书记                                                                                             | 温家宝                                                 | [ 25 ]                                                 |
| 10                                                                   | 谢旭人 （1947—）                                       | 5年198天                                               | 浙江 宁波                                              |                                                        |                                                        | 中华人民共和国财政部党组书记                                                                                             | 温家宝                                                 | [ 25 ]                                                 |
| 11                                                                   | 楼继伟 （1950—）                                       |                                                        | 浙江 义乌                                              | 2013年3月16日                                          | 2016年11月7日                                          | 中华人民共和国财政部党组书记                                                                                             | 李克强                                                 | [ 26 ]                                                 |
| 11                                                                   | 楼继伟 （1950—）                                       | 3年236天                                               | 浙江 义乌                                              |                                                        |                                                        | 中华人民共和国财政部党组书记                                                                                             | 李克强                                                 | [ 26 ]                                                 |
| 12                                                                   | 肖捷 （1957—）                                         |                                                        | 辽宁 开原                                              | 2016年11月7日                                          | 2018年3月19日                                          | 中华人民共和国财政部党组书记 中华人民共和国国务院副秘书长 中国共产党国务院机关党组书记 中共中央国家机关工作委员会书记    | 李克强                                                 | [ 27 ]                                                 |
| 12                                                                   | 肖捷 （1957—）                                         | 1年132天                                               | 辽宁 开原                                              |                                                        |                                                        | 中华人民共和国财政部党组书记 中华人民共和国国务院副秘书长 中国共产党国务院机关党组书记 中共中央国家机关工作委员会书记    | 李克强                                                 | [ 27 ]                                                 |
| 13                                                                   | 刘昆 （1956—）                                         |                                                        | 广东 饶平                                              | 2018年3月19日                                          | 2023年10月24日                                         | 中华人民共和国财政部党组书记 中国共产党中央纪律检查委员会委员                                                            | 李克强 ↓ 李强                                          | [ 28 ]                                                 |
| 13                                                                   | 刘昆 （1956—）                                         | 5年219天                                               | 广东 饶平                                              |                                                        |                                                        | 中华人民共和国财政部党组书记 中国共产党中央纪律检查委员会委员                                                            | 李克强 ↓ 李强                                          | [ 28 ]                                                 |
| 14                                                                   | 蓝佛安 （1962—）                                       |                                                        | 广东 惠东                                              | 2023年10月24日                                         | 现任                                                   | 中华人民共和国财政部党组书记                                                                                             | 李强                                                   | [ 29 ]                                                 |
| 14                                                                   | 蓝佛安 （1962—）                                       | 1年141天                                               | 广东 惠东                                              |                                                        |                                                        | 中华人民共和国财政部党组书记                                                                                             | 李强                                                   | [ 29 ]                                                 |

## 在世前任部长
截至2025年3月，在世的前中華人民共和國財政部部長有7位：
| 姓名   | 任期                         | 出生日期與年齡     |
| ------ | ---------------------------- | ------------------ |
| 王丙   | 1980年8月6日—1992年9月4日    | 1925年6月（99歲）  |
| 刘仲藜 | 1992年9月4日—1998年3月18日   | 1934年10月（90歲） |
| 项怀诚 | 1998年3月18日—2003年3月18日  | 1939年2月（86歲）  |
| 谢旭人 | 2007年8月30日—2013年3月16日  | 1947年10月（77歲） |
| 楼继伟 | 2013年3月16日—2016年11月7日  | 1950年12月（74歲） |
| 肖捷   | 2016年11月7日—2018年3月19日  | 1957年6月（67歲）  |
| 刘昆   | 2018年3月19日—2023年10月24日 | 1956年12月（68歲） |

最近一位去世的前中華人民共和國財政部部長是金人慶，他于2021年8月28日在北京去世，享年77岁。